# Pirania pasiasta
Pirania pasiasta (Myleus schomburgkii) – gatunek słodkowodnej, drapieżnej ryby kąsaczokształtnej, jeden z największych przedstawicieli rodziny piraniowatych (Serrasalmidae).

## Występowanie
Dorzecza środkowej i dolnej Amazonki, Nanay oraz górnego Orinoko.

## Budowa
Ciało typowe dla piranii właściwych: silnie bocznie ścieśnione, wysokie. Ubarwienie ciała srebrzyste, przednia część tułowia i płetwa odbytowa pomarańczowe. Na każdym z boków ciała, pomiędzy płetwą grzbietową a płetwami brzusznymi leży pionowy, lekko zakrzywiony czarny pas. Pirania pasiasta dorasta do około 42 cm długości standardowej.
Dymorfizm płciowy: płetwy grzbietowa i odbytowa samców są dłuższe; ich płetwa odbytowa jest wcięta i dwudzielna.

## Biologia i zachowanie
Pirania pasiasta jest wszystkożerna. Zjada pokarm roślinny i zwierzęcy. Nie jest agresywna.

## Znaczenie gospodarcze
Gatunek poławiany na niedużą skalę w rybołówstwie i wędkarstwie jako ryba konsumpcyjna. Jest przedmiotem handlu dla potrzeb akwarystyki.